# Valetoniella pauciornata
Valetoniella pauciornata är en svampart som beskrevs av Samuels & M.E. Barr 1998. Valetoniella pauciornata ingår i släktet Valetoniella och familjen Niessliaceae.   Inga underarter finns listade i Catalogue of Life.